# Willingen (Upland)
Willingen is een gemeente in de Duitse deelstaat Hessen, en maakt deel uit van de Landkreis Waldeck-Frankenberg.
Willingen telt 6.132 inwoners.
Willingen is een wintersportplaats en is vooral bekend vanwege de jaarlijkse wedstrijden in de Wereldbeker schansspringen bij de Mühlenkopfschanze.

## Geografie
De gemeente ligt direct ten oosten van het Sauerland in de deelstaat Noordrijn-Westfalen, en grenst aan o.a. Winterberg en Brilon. Willingen ligt samen met de oostelijke buurgemeente Diemelsee in het gedeelte van het Rothaargebergte, dat ook wel Upland (hoog gelegen land) wordt genoemd.

## Plaatsen in de gemeente; bevolkingscijfers
De getallen achter de plaatsnaam geven het aantal inwoners per 31 december 2019 aan, zoals op de website van de gemeente Willingen vermeld. Het eerste getal is het aantal mensen, dat zijn hoofdverblijf (Hauptwohnsitz) te Willingen heeft; het tweede getal geeft het aantal tweede-woningbezitters in Willingen aan; daarna volgt het totaal. Beide groepen mensen zijn officieel ingezetenen van de gemeente Willingen.
- Bömighausen - 266 inwoners (+ 42 = 308)
- Eimelrod - 443 (+ 31 = 474)
- Hemmighausen - 93 (+ 3 = 96)
- Neerdar - 111 (+ 4 = 115)
- Rattlar - 287 (+ 27 = 314)
- Schwalefeld - 580 (+ 135 = 715)
- Usseln - 1.708 (+ 240 = 1.948)
- Welleringhausen - 84 (+ 10 = 94)
- Willingen (met Hoppern en Stryck) - 2.543 (+ 467 = 3.010)

Totaal gehele gemeente: 6.115 (+ 959 = 7.074)

## Wintersport

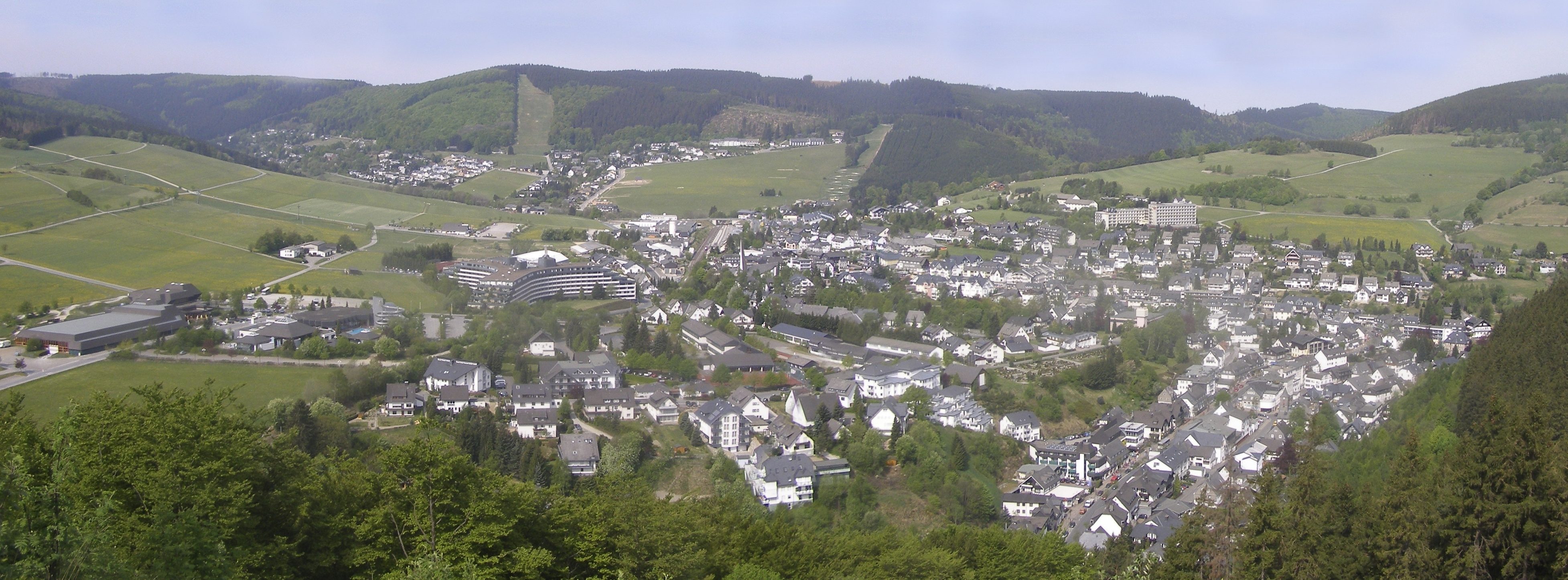
Willingen

Het skigebied Winterpark Willingen ligt tussen de 580 en 830 meter hoogte. Er zijn 13 liften (1 gondelbaan, 9 sleepliften en 3 lopende banden) en 16 kilometer piste (7 km blauw en 9 km rood).
Willingen grenst aan het eveneens als wintersportoord bekende Winterberg; zie ook aldaar.

## Galerij

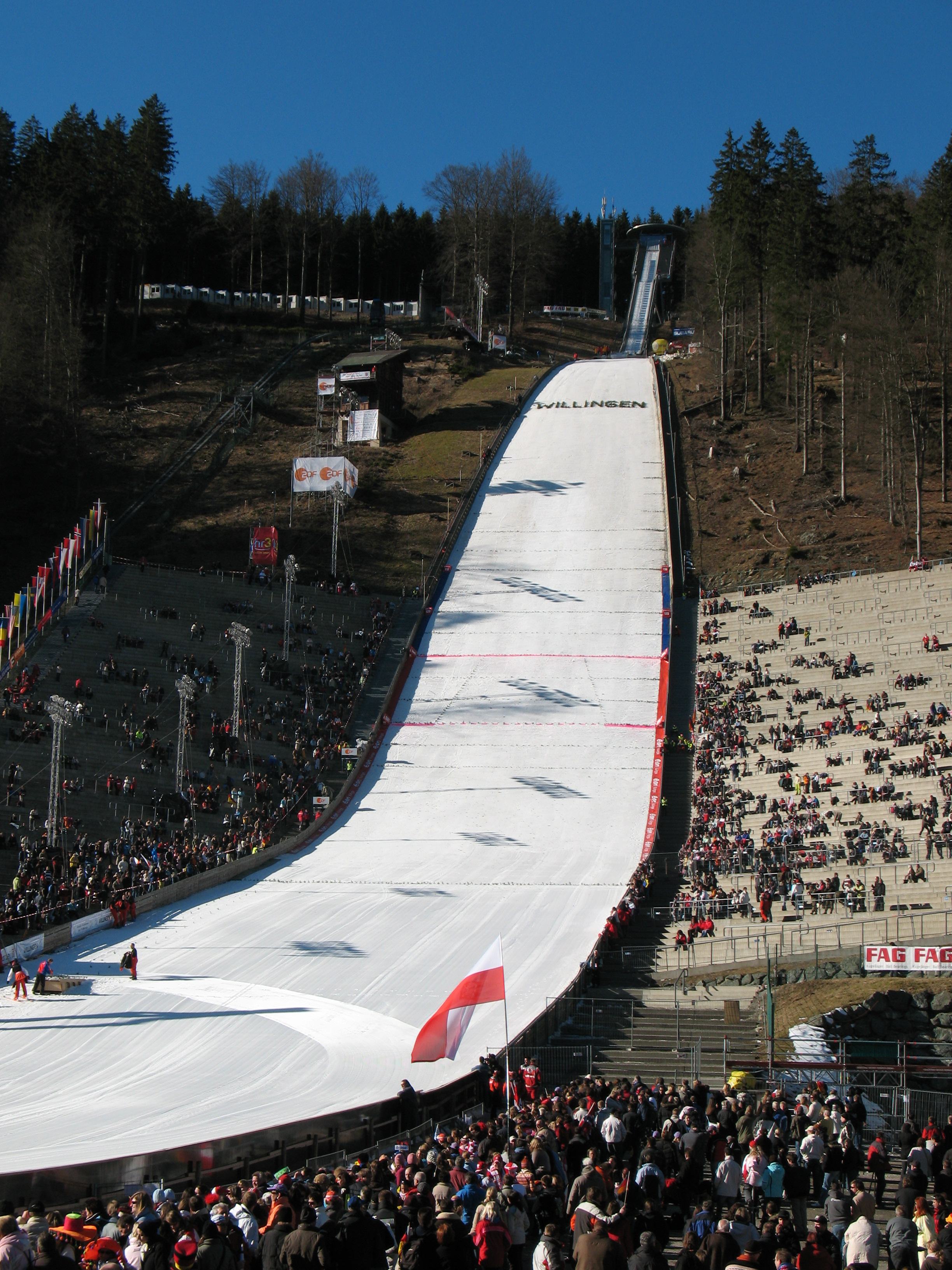
Springschans Mühlenkopfschanze
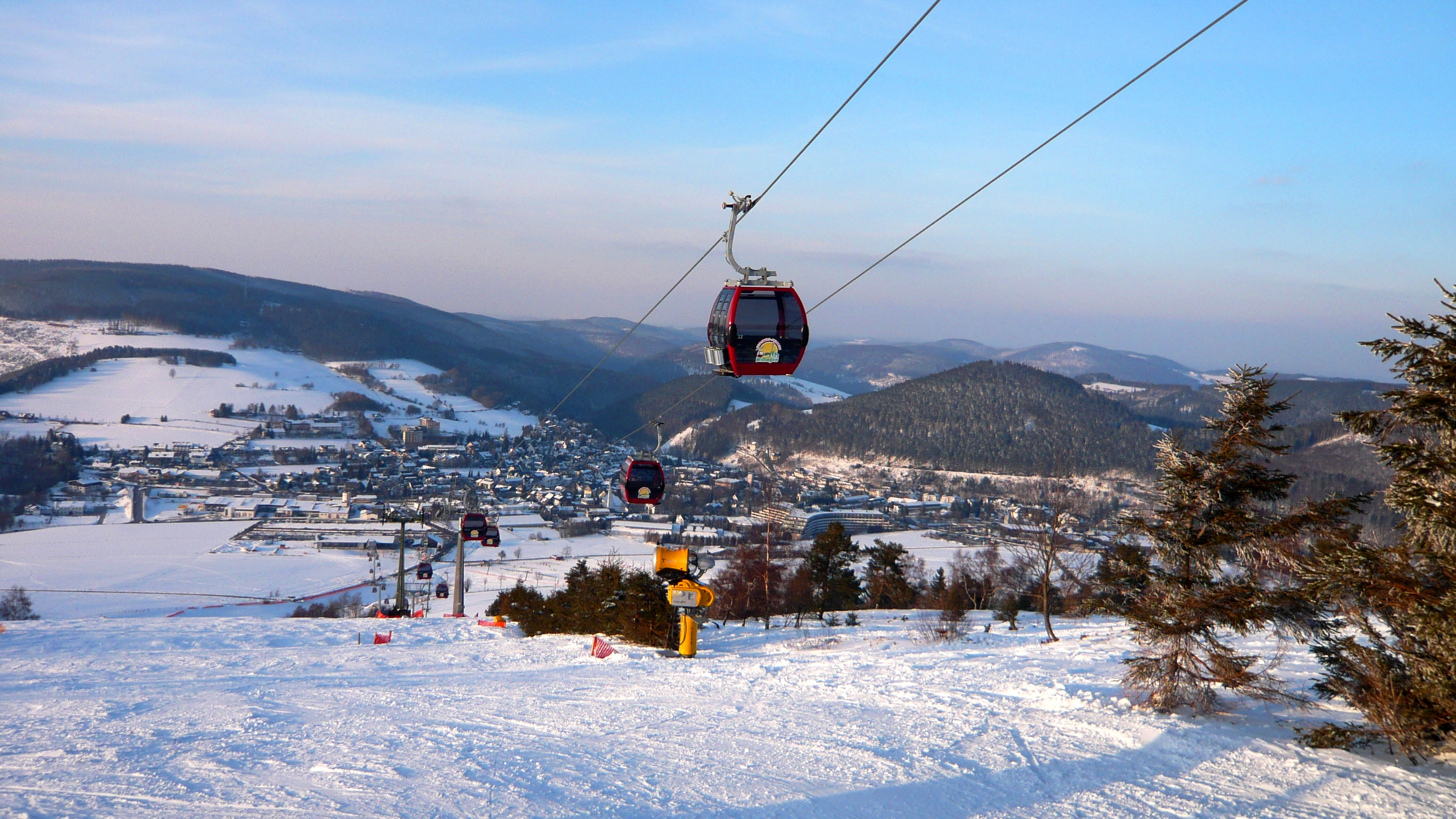
Kabelbaan op de Ettelsberg
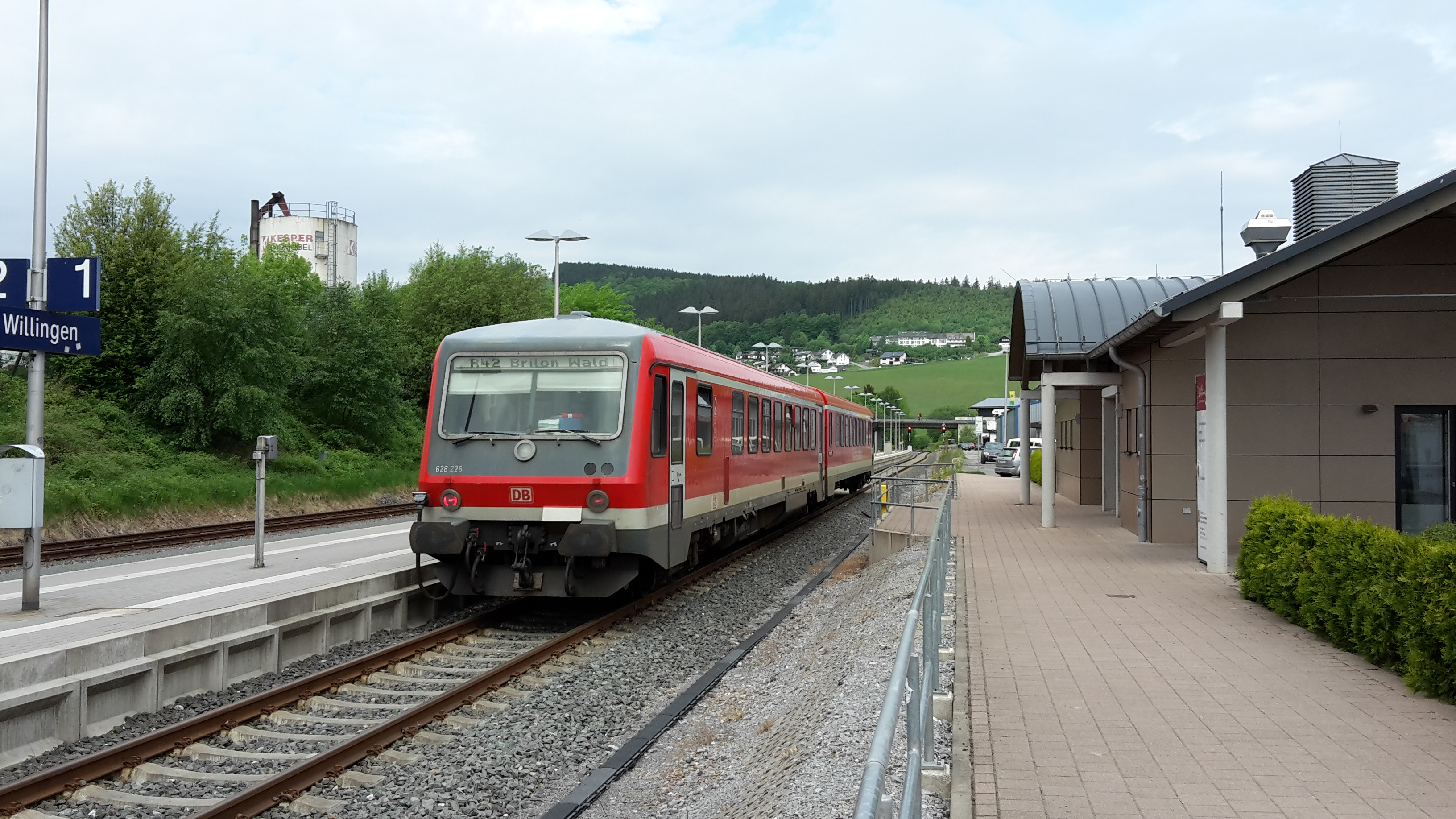
Station
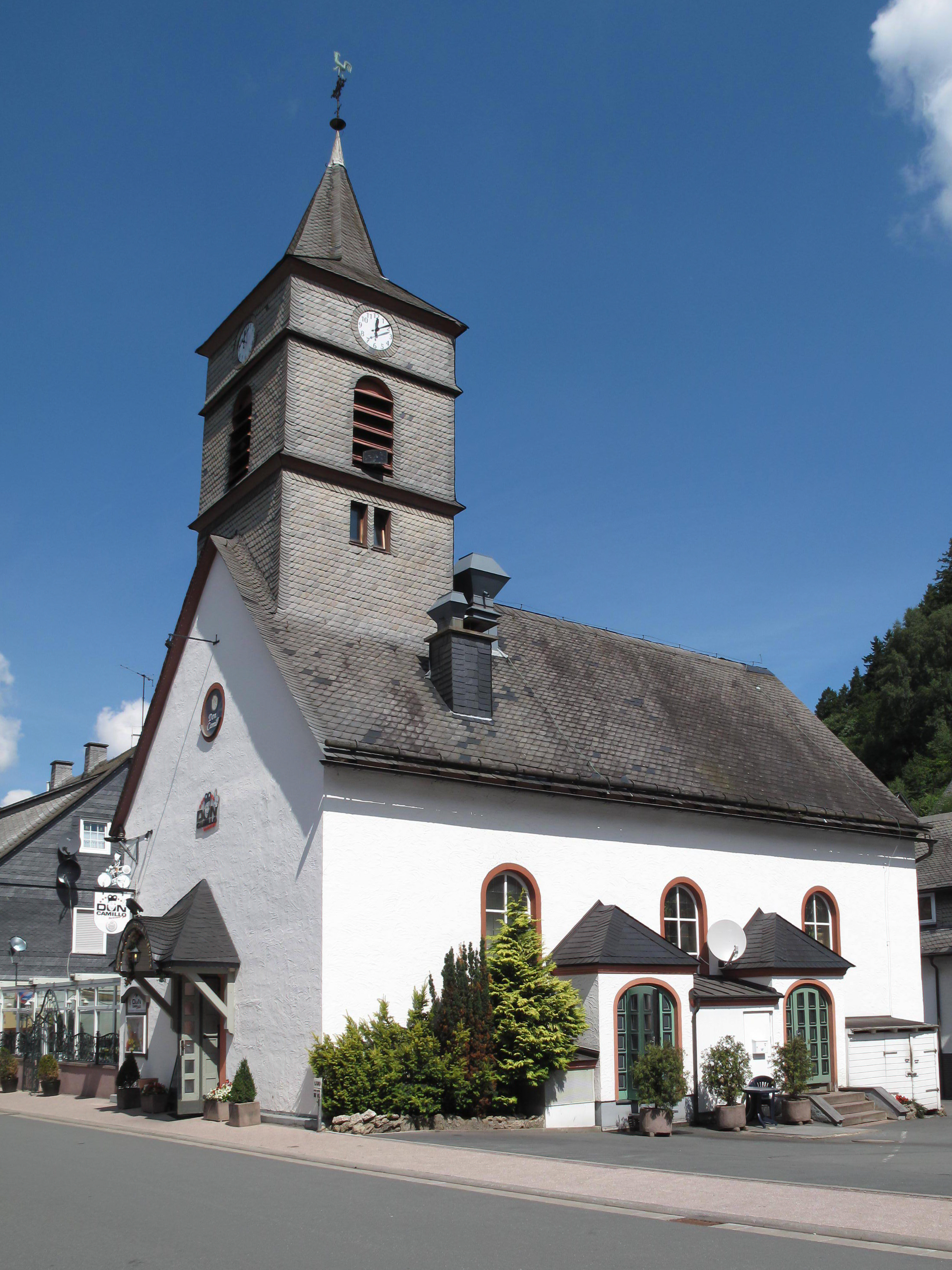
Willingen, kerk
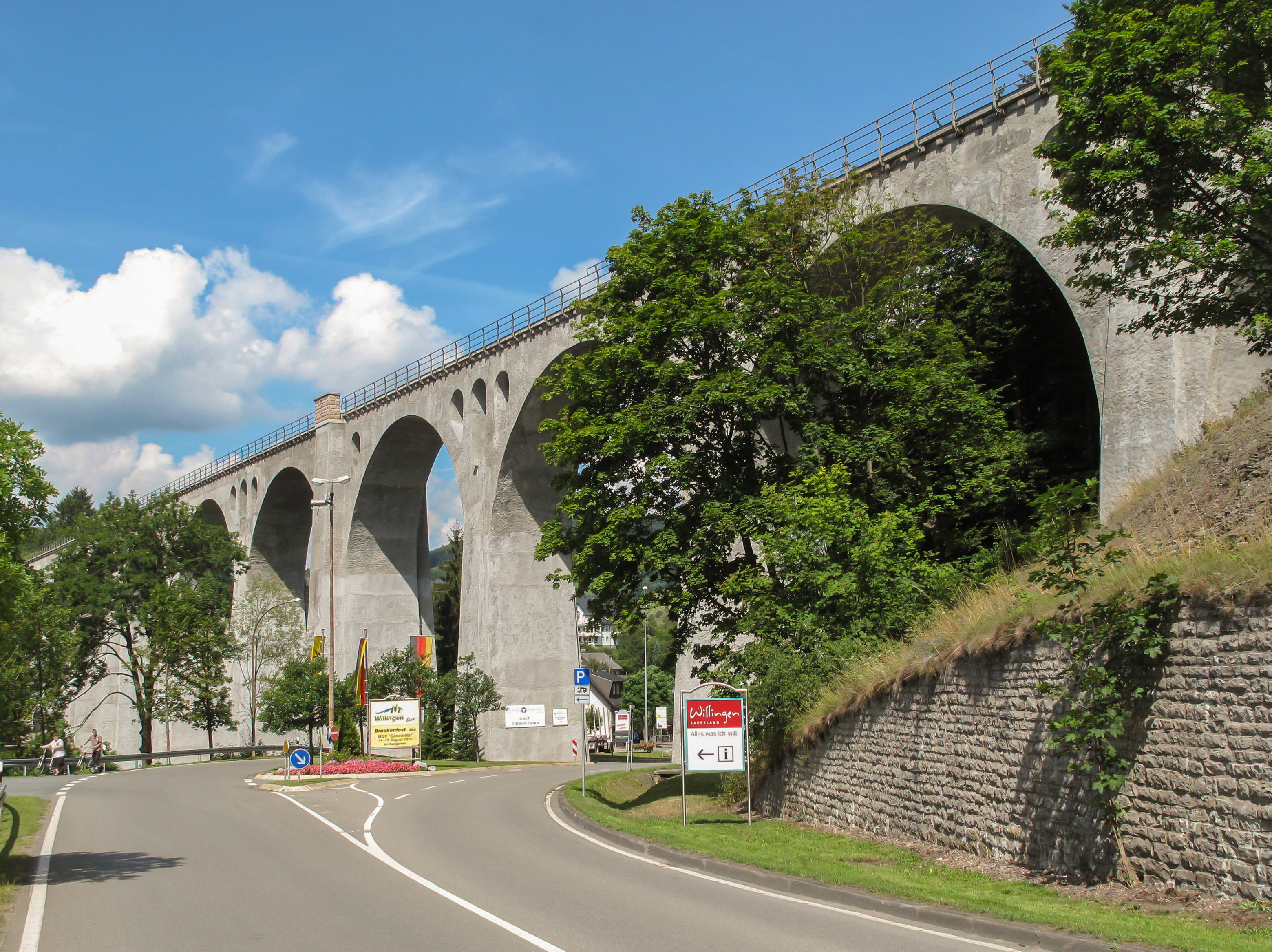
Willingen, spoorviaduct (1)
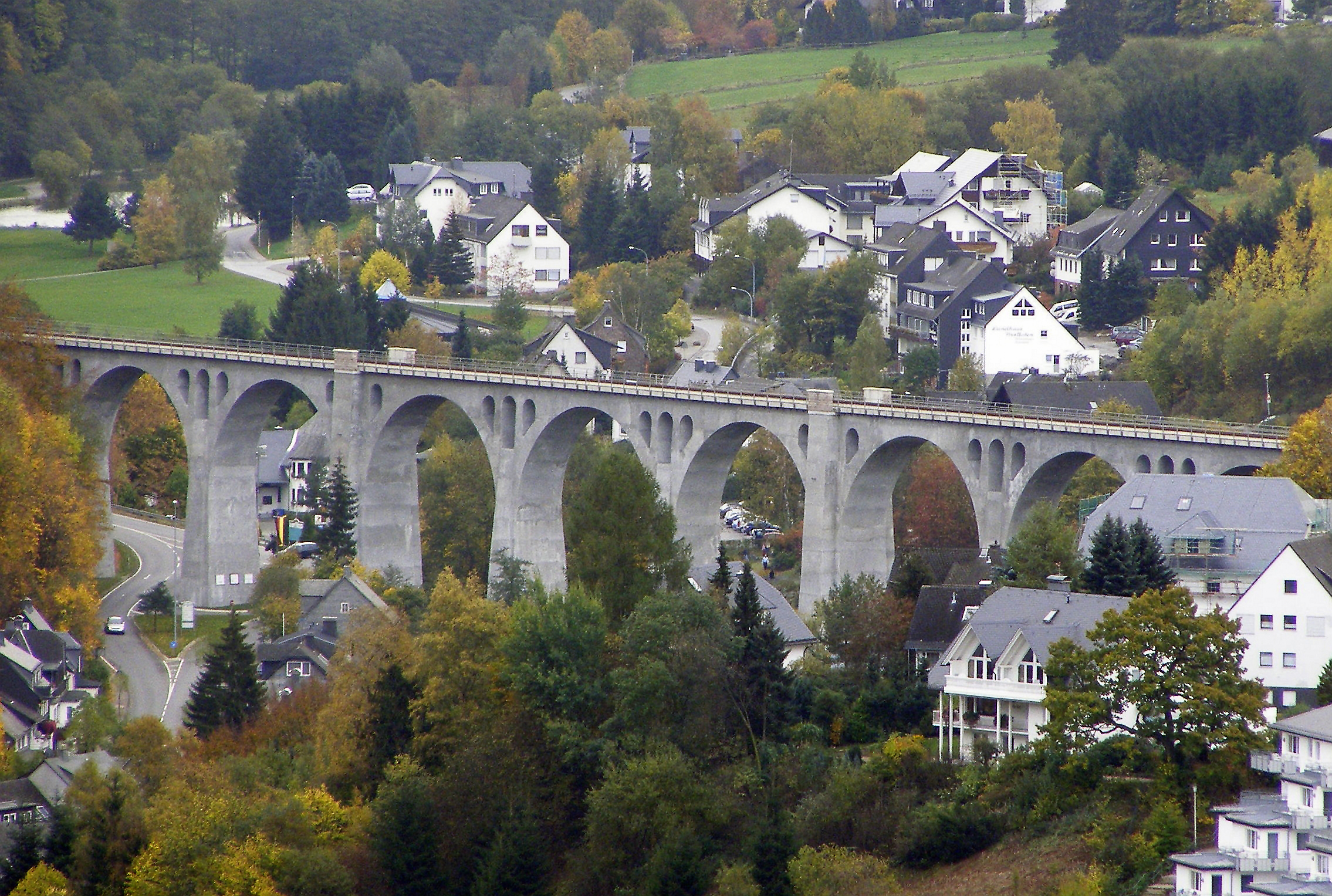
Willingen, spoorviaduct (2)
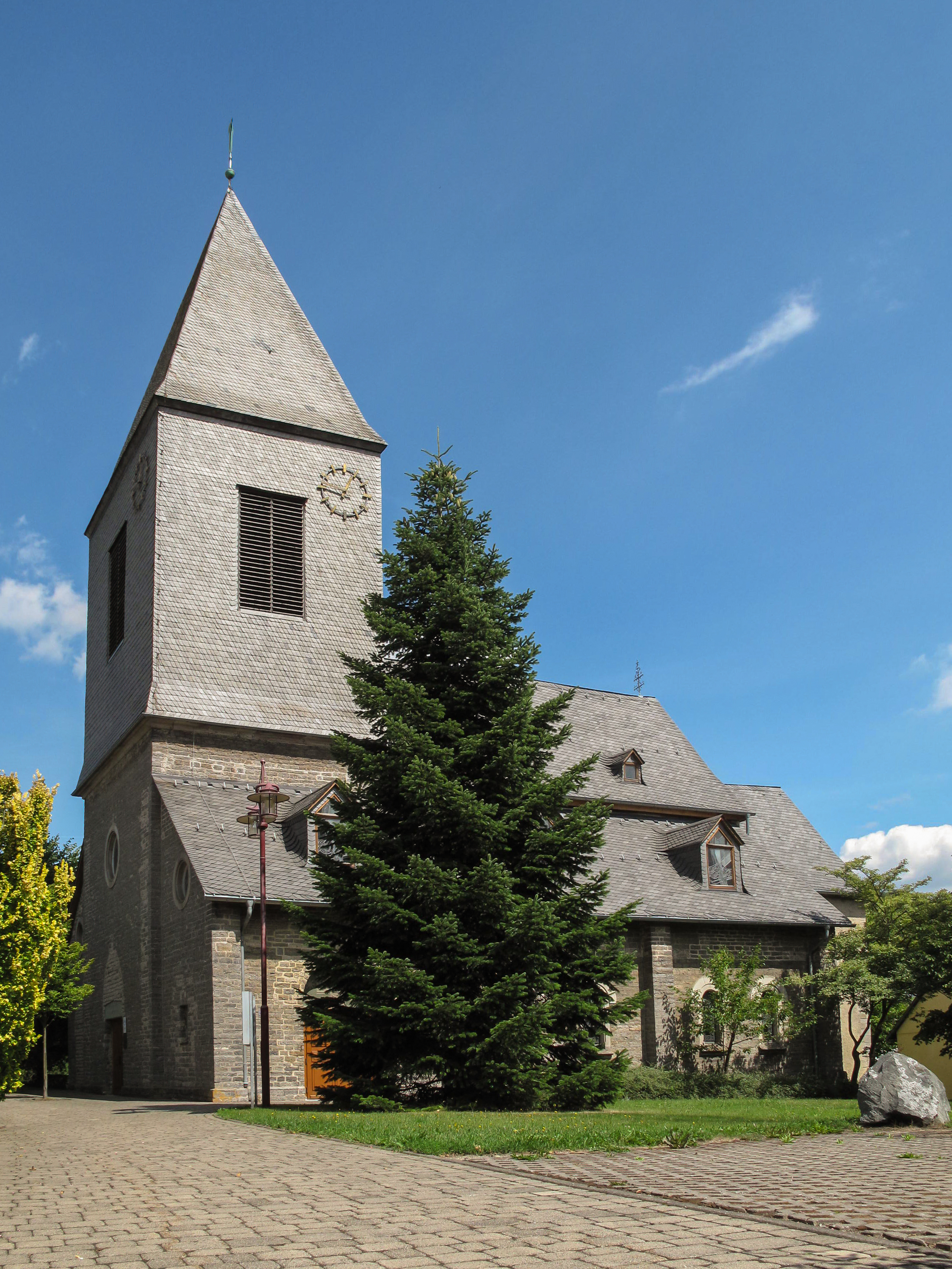
Usseln, kerk
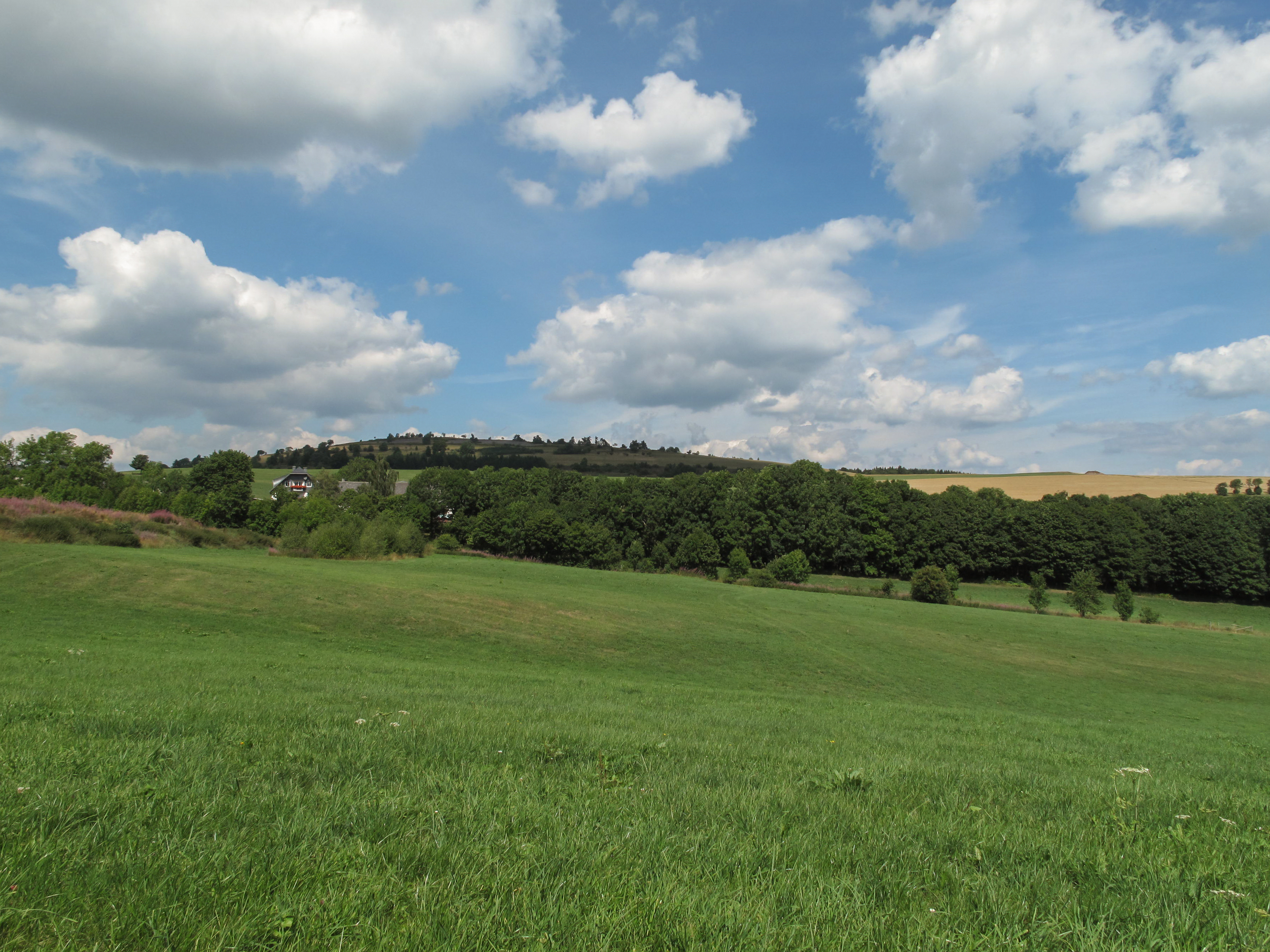
tussen Usseln en Dudighausen, panorama

Allendorf (Eder) ·
Bad Arolsen ·
Bad Wildungen ·
Battenberg (Eder) ·
Bromskirchen ·
Burgwald ·
Diemelsee ·
Diemelstadt ·
Edertal ·
Frankenau ·
Frankenberg (Eder) ·
Gemünden (Wohra) ·
Haina (Kloster) ·
Hatzfeld (Eder) ·
Korbach ·
Lichtenfels ·
Rosenthal ·
Twistetal ·
Vöhl ·
Volkmarsen ·
Waldeck ·
Willingen (Upland)